# Nicki Minaj
Onika Tanya Maraj-Petty (Saint James, Puerto España, 8 de diciembre de 1982), más conocida como Nicki Minaj, es una rapera, cantante, compositora, modelo y empresaria trinitense. Considerada una de las raperas más influyentes de todos los tiempos, se le atribuye haber sido una fuerza clave en el resurgimiento del rap femenino a principios de la década de 2010. Empezó a llamar la atención del público con el lanzamiento de tres mixtapes entre 2007 y 2009, año en que firmó un contrato con el sello discográfico Young Money Entertainment.
Minaj saltó a la fama con su álbum debut Pink Friday (2010), que encabezó el Billboard 200 e incluyó el sencillo «Super Bass», el cual fue un éxito comercial, llegando a la tercera posición del Billboard Hot 100 —siendo en aquel entonces la mayor posición obtenida por una mujer rapera, de manera solista, en la lista musical desde 2002— y certificándose disco de diamante por la Recording Industry Association of America (RIAA). El álbum fue promocionado con su gira Pink Friday Tour, siendo la primera gira internacional de la rapera. Su siguiente álbum Pink Friday: Roman Reloaded (2012) exploró un sonido dance pop, y desprendió sencillos como «Starships», «Beez in the Trap», «Pound The Alarm» y «Va Va Voom». El disco tuvo éxito comercial —debutando directamente en el primer lugar de numerosas listas de éxito— y críticas mixtas. Tras finalizar su segunda gira Pink Friday: Reloaded Tour, en el mismo año, Minaj lanzó la reedición de su segundo álbum bajo el título The Re-Up, que incluyó un DVD con visuales exclusivos tras bastidores de su primera gira y siete canciones inéditas. Su tercer álbum de estudio The Pinkprint (2014) exploró temas más personales y marcó un regreso a sus raíces de hip hop, recibiendo elogios de la crítica. Del álbum se lanzaron sencillos como «Anaconda» y «Only» los cuales lograron vasto éxito en ventas. Para la promoción del álbum, se embarcó en la gira The Pinkprint Tour, la cual se convirtió en la gira más lucrativa de una mujer rapera en aquel tiempo, récord que posteriormente sería roto por ella misma.
Posteriormente lanzó su cuarto álbum Queen (2018), otro disco enfocado principalmente en el género hip hop, que tuvo un éxito comercial moderado en comparación con sus proyectos anteriores, pero aun así obtuvo grandes hits, como Chun-Li y FEFE. Para promocionar el álbum, anunció una gira por Estados Unidos con Future, que fue cancelada y reemplazada por una gira en Europa con Juice WRLD, con el nombre de 'The Nicki Wrld Tour'.
En 2021, Minaj relanzó su mixtape Beam Me Up Scotty (2009), y gracias a su éxito comercial, consiguió el mayor debut por un mixtape de rap femenino en la historia del Billboard 200.
En diciembre de 2023, tras cinco años de anticipación, lanzó su quinto álbum de estudio Pink Friday 2, que contó con grandes éxitos como 'Red Ruby Da Sleeze', 'FTCU', 'Everybody' con Lil Uzi Vert y 'Super Freaky Girl', esta última logró debutar en el puesto #1 del Billboard Hot 100. El disco debutó en la posición #1 del Billboard 200 con 228.000 unidades vendidas. Para promocionar el disco, Minaj se embarcó en la gira 'Pink Friday 2 World Tour', que logró recaudar 108 millones de dólares con más de 70 shows, se ubicó dentro del top 5 giras más taquilleras de artistas rap en la historia, siendo la más exitosa por una rapera, superando a sus giras anteriores, y a la gira 'The Scarlet Tour' de Doja Cat.
Influenciada por varias personalidades, Minaj se destaca por su versatilidad como artista, sus líricas y el estilo animado de su rap, que a menudo incorpora el uso de alter egos y acentos. Hacia febrero de 2019, había vendido 15 millones de álbumes y 150 millones de sencillos, de los cuales algunos figuran entre los más vendidos en el mundo, mientras que ella entre los artistas musicales con mayores ventas. Entre sus reconocimientos están ocho Premios American Music, cinco MTV Video Music Awards, seis MTV Europe Music Awards, doce BET Awards, cuatro Billboard Music Awards y un premio Brit. Ha sido nombrada como la «Reina del Rap» y «Reina del Hip Hop» por varios medios de comunicación, Minaj ha sido descrita por el The New York Times como la «rapera más influyente de todos los tiempos», y por Billboard como la «mujer rapera de la década de los 10s». En 2016, Time la incluyó en su lista anual de las «100 personas más influyentes del año». Su carrera cinematográfica ha incluido papeles de voz en las películas de animación Ice Age: Continental Drift (2012) y Angry Birds 2: la película (2019), así como papeles secundarios dentro de las comedias cinematográficas The Other Woman (2014) y La barbería 3 (2016). Como empresaria, Minaj ha colaborado con varias marcas incluyendo a Macy's, Kmart y Fendi, mediante las cuales ha puesto a la venta diversos productos que van desde su línea de maquillaje, fragancias como Pink Friday y Minajesty, hasta varias líneas de ropa. Más allá de su carrera como artista, Minaj se dedica también a causas humanitarias.

## Biografía

### 1982-2003: primeros años de vida
Onika Tanya Maraj nació el 8 de diciembre de 1982 en el barrio Saint James en Puerto España, capital de Trinidad y Tobago. Es hija de Robert Maraj (1956–2021), quien fue un ejecutivo financiero y cantante de música góspel de medio tiempo, y Carol Maraj, también cantante de góspel quien además trabajaba en departamentos de contabilidad y nóminas. Tiene un hermano mayor llamado Jelani, dos hermanos menores llamados Micaiah y Ming, y un medio-hermano materno llamado Brandon Lamar. Posee ascendencia africana y, de forma más distante indio asiática, su bisabuelo paterno era japonés.
En la niñez de Minaj, su madre tenía numerosos trabajos en Saint James, hasta que obtuvo la tarjeta de residencia permanente en Estados Unidos, mudándose a El Bronx, en la ciudad de Nueva York, para asistir a la Universidad de Monroe, dejando a Minaj y su hermano Jelani en Trinidad con su abuela. A la edad de cinco años, Minaj junto a su hermano y su padre se mudaron a Estados Unidos para vivir en una casa que Carol había conseguido, ubicada en la calle 147 del Sur de Jamaica, en Queens. Al respecto, durante una entrevista Minaj comentó: «no creo que hubiera demasiada disciplina en mi hogar. Mi madre me motivaba, pero no era un hogar estricto. En ocasiones hubiera querido un hogar estricto». Durante su infancia creció en medio de problemas familiares, principalmente por los episodios de violencia familiar que protagonizó su padre quien, de acuerdo a Minaj, era alcohólico y adicto al crack, intentando en una ocasión asesinar a su madre incendiando la casa. Asistió a la Elizabeth Blackwell Middle School 210 donde aprendió a tocar el clarinete. En su adolescencia, audicionó exitosamente en Fiorello H. LaGuardia High School en Manhattan, que se centra en artes visuales y escénicas. Tenía previsto cantar, pero perdió su voz el día de la audición. Luego audicionó exitosamente para actuación y participó en el programa de drama. Después de su graduación, Minaj quería ser actriz, por lo que participó en una obra off-Broadway llamada In Case You Forget en 2001.
Minaj reveló que durante su adolescencia tuvo un aborto, sobre lo cual ha declarado que aunque fue algo que la ha «atormentado», mantiene su decisión. A la edad de diecinueve años, mientras intentaba despegar su carrera como actriz, trabajó como camarera en una sede de Red Lobster en el Bronx, pero fue despedida luego de un altercado con un cliente, declarando que fue despedida de «al menos 15 trabajos» por razones similares. Entre otros trabajos que tuvo, incluyeron cargos como asistente administrativa, servicio al cliente y como gerente de oficina para una empresa de Wall Street.

### 2004-2009: inicios de su carrera y mixtapes
En 2004 Minaj firmó brevemente con el grupo Full Force bajo el nombre de Nicki Maraj, donde formó un cuarteto llamado The Hoodstars, compuesto por Lou$tar, Safaree Samuels (bajo el pseudónimo de Scaff Beezy o SB) y 7even Up. Entre las canciones grabadas por el grupo, estuvo la canción de entrada de la luchadora profesional estadounidense Victoria para Mujeres en WWE, titulada «Don't Mess With», que apareció en el álbum recopilatorio WWE ThemeAddict: The Music, Vol. 6. Tiempo después Minaj dejó el grupo para enfocarse en su carrera como solista, dirigiéndose a varios sellos discográficos como Def Jam Recordings y G-Unit Records, siendo rechazada en múltiples ocasiones porque, de acuerdo Minaj, «ella no era Lauryn Hill». Sobre eso comentó años después:

«Todos los sellos me rechazaron. Todas las compañías discográficas me rechazaron, todos los grupos me rechazaron ¿Sabes? Era como... Soy de Nueva York pero los sellos de Jay y 50 no firmaron conmigo. No fui firmada por Nas, no fui firmada por nadie».

Pese a eso, Bowlegged Lou, uno de sus excompañeros y representante de Minaj en Full Force, le sugirió compartir su música en la red social MySpace mientras enviaba su material a más personalidades en la industria musical. Fue así como entonces en 2007, fue descubierta por Big Fendi, director general del sello discográfico Dirty Money Records, con quien posteriormente firmó un contrato de 180 días. Finalmente, hizo que cambiara su nombre a «Nicki Minaj». Tal cambio no fue completamente del agrado de Minaj, pues años después, ella misma declaró que luchó contra su mánager «con uñas y dientes», pero al final, él terminó convenciéndola. Minaj apareció en el DVD The Come Up: Volume 11 (Carter Edition), la undécima versión de una serie de DVDs que Dirty Money lanzaba, donde incluía entrevistas con raperos y freestyles. Su participación llamó la atención del rapero estadounidense Lil Wayne, quien recientemente había fundado su propio sello discográfico llamado Young Money Entertainment, e invitó a Minaj a formar parte de su equipo. El 5 de julio de 2007, Minaj lanzó Playtime Is Over, su primer mixtape.
El 12 de abril de 2008, Minaj lanzó su segundo mixape Sucka Free. El proyecto recibió gran atención por parte de los fanáticos, visibilizándola como una de las «raperas más prometedoras de la década». Debutó en la posición 95 del Top R&B/Hip-Hop Albums en Estados Unidos, siendo su primer mixtape en ingresar a una lista musical de Billboard. En junio, Minaj ganó un premio en los Underground Music Awards en la categoría Artista Femenina del Año. A mediados del segundo semestre de 2008, Minaj despidió a su mánager Big Fendi, años después comentaría acerca de tal decisión diciendo: «él creía que yo era una descerebrada que iba a hacer todo lo que él me decía», añadiendo también: «la gota que derramó el vaso fue cuando tú [Big Fendi] me pusiste en un DVD con el título de “Súper Vagina”». El conflicto entre Minaj y su ex-mánager salpico en otros artistas como el rapero 50 Cent, quien años más tarde, explicó que aunque tuvo la oportunidad de contratarla a inicios de su carrera, no lo hizo «porque sabía que él [Big Fendi] estaría sobre involucrado en eso».
Minaj comenzó entonces a trabajar con Debra Antney como mánager, y junto la mentoría de Lil Wayne, el 18 de abril de 2009 lanzó su tercer mixape Beam Me Up Scotty. Recibió aclamación de medios como BET y MTV, y una de sus canciones, «I Get Crazy», entró a las listas de Billboard Hot R&B/Hip-Hop Songs y Hot Rap Songs en las posiciones 37 y 20, respectivamente. Dos meses después, en agosto, Minaj oficialmente firmó un contrato con el sello Young Money Entertainment donde conserva y posee todos sus derechos, incluidos los de merchandising, patrocinios, giras y publicaciones. En noviembre, participó del remix de «5 Star» junto a los raperos Yo Gotti, Gucci Mane y Trina. Luego, en diciembre Young Money lanzó el Álbum recopilatorio We Are Young Money, donde Minaj fue partícipe en las canciones «BedRock», que anteriormente había sido lanzado como primer sencillo, y «Roger That», que posteriormente fue lanzado como tercer sencillo. «BedRock» tuvo éxito comercial, alcanzando la segunda posición del Billboard Hot 100 y la novena en el UK Singles Chart.

### 2010-2011: Avance conPink Friday

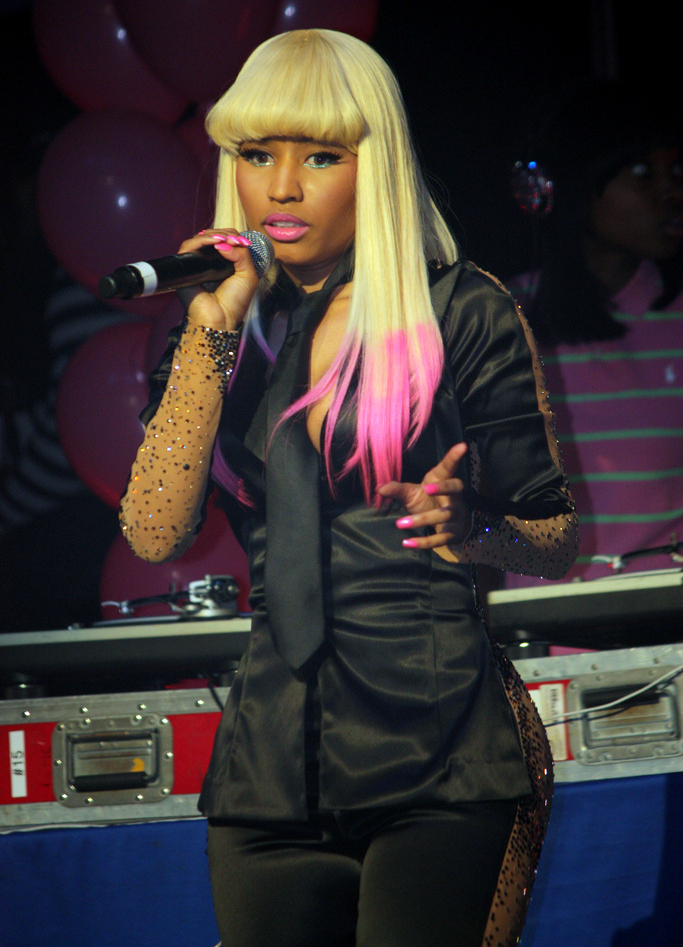
Minaj actuando en el Hammerstein Ballroom en Nueva York en 2010.

El 29 de marzo de 2010, Minaj lanzó «Massive Attack» con Sean Garrett. Concebida como el sencillo principal de su próximo álbum debut, Pink Friday, la canción se eliminó del álbum debido a su bajo rendimiento comercial. El siguiente sencillo, «Your Love», más tarde se convirtió en el sencillo principal del álbum. Lanzado en junio, alcanzó el puesto número 14 en el Billboard Hot 100 de Estados Unidos y el número uno en la lista de canciones de rap. En septiembre, Minaj lanzó «Check It Out» con will.i.am y «Right Thru Me» como sencillos de seguimiento.
En octubre, Minaj apareció en «Monster» de Kanye West, un corte de grupo con Jay-Z y Rick Ross con la voz de Justin Vernon de Bon Iver. Su verso recibió elogios generalizados y muchos críticos lo consideraron el mejor verso de esa canción. Complex calificó el verso «Monster» de Minaj como el mejor verso de rap número uno en los últimos cinco años, mientras que Sean Fennessey de The Village Voice declaró que «Monster» era «la pista que anunció la brillantez» de Minaj a la mayoría de la gente. Poco después, interpretó «Monster» con West y Jay-Z en el Yankee Stadium, convirtiéndose en la primera rapera en actuar allí. En noviembre de 2010, Minaj recibió su primera nominación al premio Grammy por su verso invitado en la canción de Ludacris «My Chick Bad».
Pink Friday fue lanzado el 19 de noviembre de 2010, debutando en el número dos y luego alcanzando el número uno en el Billboard 200, con ventas en la primera semana de 375.000 copias. Tuvo la semana de ventas más alta para un álbum de rap femenino este siglo y la segunda semana de ventas más alta en general después de The Miseducation of Lauryn Hill (1998) de Lauryn Hill. Tras su lanzamiento, el álbum recibió críticas generalmente positivas de los críticos. El álbum fue certificado platino en diciembre, convirtiéndose en el primer álbum de una rapera solista en obtener platino en siete años. «Moment 4 Life» con Drake fue lanzado como el cuarto sencillo de Pink Friday poco después del lanzamiento del álbum. La canción sirvió como el tercer sencillo del álbum, lanzado como sencillo el 7 de diciembre de 2010. Minaj interpretó «Right Thru Me» y «Moment 4 Life» como invitada musical en el episodio del 29 de enero de 2011 de Saturday Night Live.

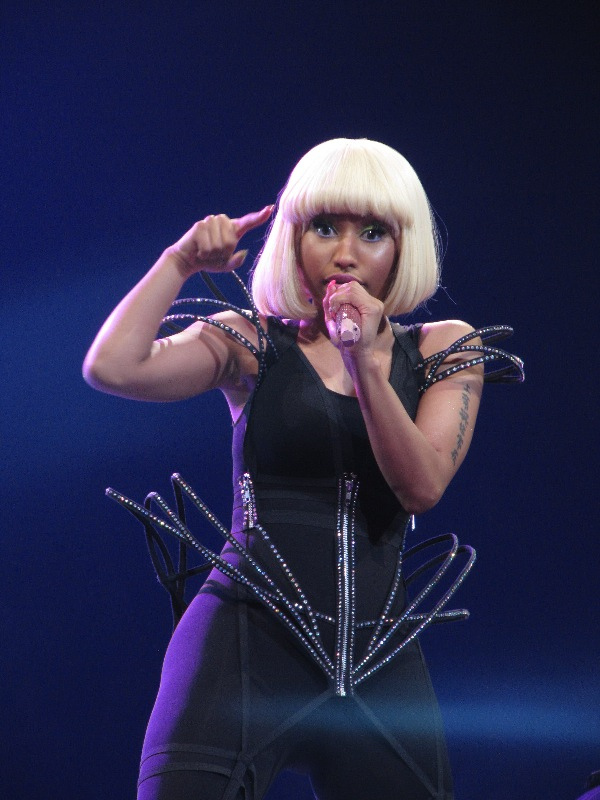
Minaj actuando en el Femme Fatale Tour en 2011.

«Super Bass», el quinto sencillo del álbum, fue lanzado en abril de 2011. Se convirtió en un éxito inesperado y comercialmente exitoso, alcanzando finalmente el número tres en los Estados Unidos y finalmente fue certificado octuple platino en los Estados Unidos. Super Bass fue el sencillo en solitario con las listas más altas de una rapera desde «Work It» de Missy Elliott en 2002. El video musical tiene 925 millones de visitas en YouTube hasta marzo de 2022. Al principio de su carrera, Minaj se identificó como bisexual e hizo varias referencias a ella en su música. Sin embargo, finalmente declaró en una entrevista de Rolling Stone de 2010: «Creo que las chicas son sexys, pero no voy a mentir y decir que salgo con chicas». Una vez más abordó su sexualidad en 2020 en el remix de «Say So» de Doja Cat. La letra dividió a los miembros de la comunidad LGBT, algunos la acusaron de «borrado bisexual», mientras que otros expresaron que no hay nada de malo en identificarse originalmente como bisexual y luego identificarse como heterosexual.
Minaj fue una de las teloneras de la gira Femme Fatale Tour 2011 de Britney Spears. Ella y Kesha aparecieron en el remix de «Till the World Ends» de Spears, que alcanzó el puesto número tres en los Estados Unidos. El 7 de agosto de 2011, Nicki experimentó un mal funcionamiento del vestuario durante una presentación en vivo en Good Morning America cuando reveló su pezón izquierdo. Tanto ABC como Minaj se disculparon por el incidente, y Minaj negó que fuera un truco publicitario. Minaj continuó actuando en eventos de alto perfil a lo largo de 2011 y Donatella Versace la invitó a actuar con Prince para la presentación de una colección de Versace para H&M. También interpretó «Super Bass» en el Victoria's Secret Fashion Show de 2011. En julio de 2011, su primo Nicholas Telemaque fue asesinado cerca de su casa en Brooklyn, un incidente al que luego hace referencia en sus canciones «All Things Go» y «Champion». En diciembre de 2011, Minaj fue nominada a tres premios Grammy, incluyendo Mejor artista nuevo y mejor álbum de rap por Pink Friday. También ese año, ganó el MTV Video Music Award al mejor video de hip hop por «Super Bass», marcando su primera victoria en los VMA.

### 2012–2013:Pink Friday: Roman ReloadedyAmerican Idol

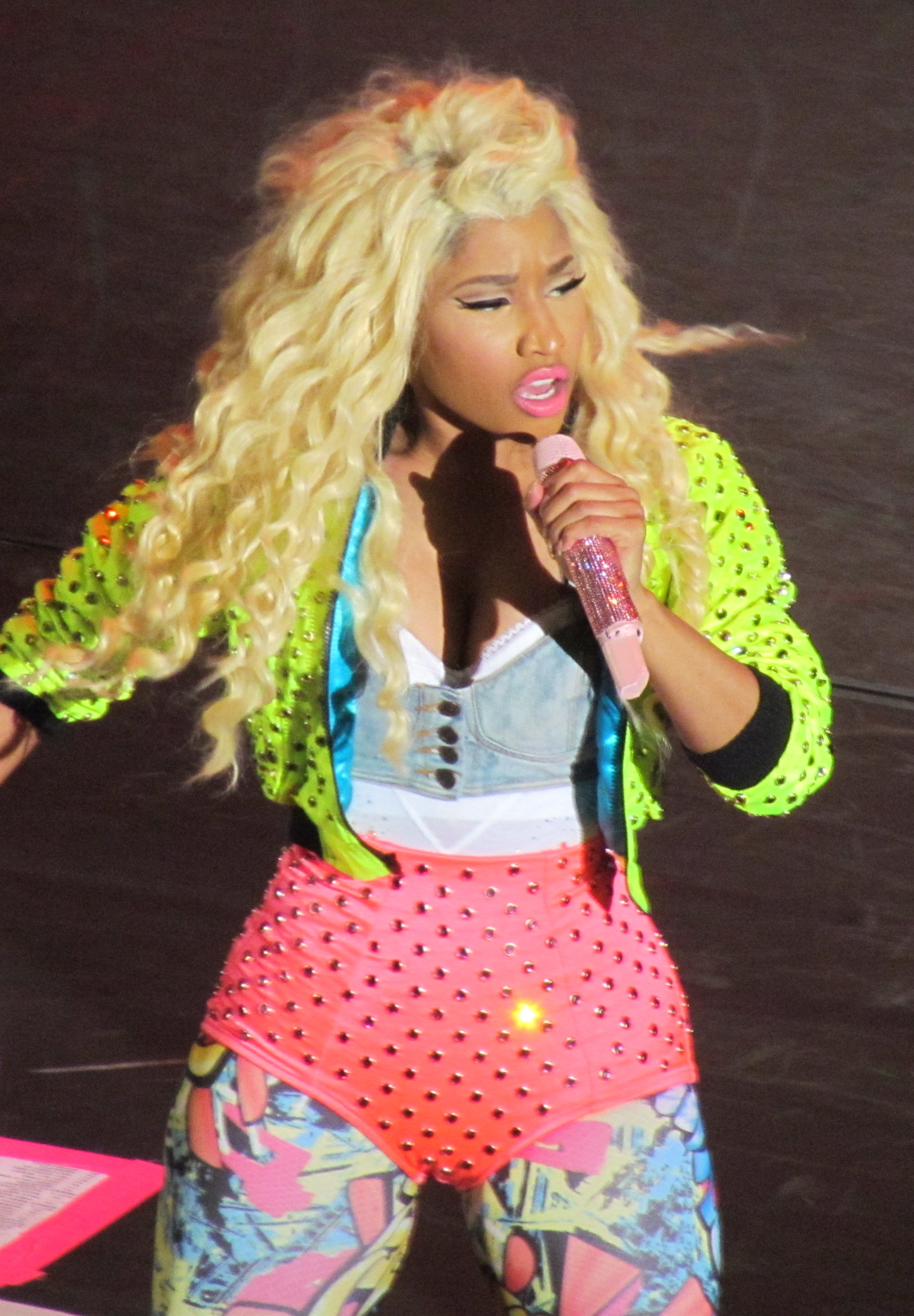
Minaj actuando en el Hammersmith Apollo en 2012.

«Starships» fue lanzado en febrero de 2012 como el sencillo principal del próximo segundo álbum de Minaj, Pink Friday: Roman Reloaded. La canción alcanzó el número cinco en el Billboard Hot 100 de Estados Unidos y se convirtió en el quinto sencillo más vendido de 2012. Su paso a la música pop fue criticado por algunos, a pesar de su éxito comercial. Los sencillos de seguimiento «Beez in the Trap» con 2 Chainz y «Right by My Side» con Chris Brown fueron lanzados poco después.
Pink Friday: Roman Reloaded finalmente se lanzó el 2 de abril de 2012, dos meses después de lo planeado inicialmente. El álbum fue precedido por los sencillos promocionales «Roman in Moscow» y «Stupid Hoe». El álbum debutó en el número uno en el Billboard 200, con ventas en la primera semana de 253 000 copias, y fue certificado platino por la RIAA en junio de 2012. Sin embargo, la mezcla de canciones de hip hop y material pop convencional recibió críticas mixtas. «Pound The Alarm» y «Va Va Voom» se lanzaron más tarde como los sencillos finales del álbum. Minaj junto con su compañera rapera M.I.A. se unió a Madonna para interpretar el sencillo «Give Me All Your Luvin'» durante el espectáculo de medio tiempo del Super Bowl XLVI el 6 de febrero de 2012. Minaj fue la primera rapera solista en presentarse en los Premios Grammy, interpretando «Roman Holiday» durante la ceremonia de 2012 el 12 de febrero. Su actuación con el tema del exorcismo fue controvertida, y la Liga Católica Estadounidense y su presidente criticaron su actuación.
Minaj comenzó su gira Pink Friday Tour como cabeza de cartel el 16 de mayo de 2012, al que siguió el Pink Friday: Reloaded Tour que comenzó el 14 de octubre de 2012. Aunque estaba programada para encabezar el Hot 97 Summer Jam del 3 de junio en el MetLife Stadium de Nueva Jersey, a pedido de Lil Wayne canceló su aparición el día del espectáculo después de que Peter Rosenberg de la estación descartara su sencillo «Starships» como «no verdadero hip-hop». Al mes siguiente, prestó su voz a Steffie en la película animada Ice Age: Continental Drift (2012). Minaj ganó premios a Mejor video femenino (por «Starships») en los MTV Video Music Awards de 2012 y Mejor hip hop en los MTV Europe Music Awards de 2012.
Una versión ampliada de Pink Friday: Roman Reloaded, subtitulada The Re-Up, fue lanzada el 19 de noviembre de 2012, con siete canciones nuevas. Ese mes, ella fue el tema de un documental de E! titulado Nicki Minaj: My Truth. En septiembre, Minaj se unió al panel de jueces de la duodécima temporada de American Idol con Mariah Carey, Keith Urban y Randy Jackson. A lo largo del programa hubo desacuerdos entre Carey y Minaj, y ambas abandonaron la serie al final de la temporada.

### 2014-2017:The Pinkprinty empresas de actuación
La primera película teatral de acción real de Minaj, The Other Woman, se filmó en la primavera de 2013 y se estrenó el 25 de abril de 2014. A fines de 2014, Minaj se separó de su novio Safaree Samuels, con quien había estado saliendo desde 2003. Según Minaj, él le había propuesto matrimonio, pero ella se negó. Se cree que varias pistas de su próximo tercer álbum, The Pinkprint, se inspiraron en gran medida en el final de su relación. Minaj comenzó a salir con el rapero Meek Mill a principios de 2015, poco después de su ruptura con Samuels. Mientras trabajaba en The Pinkprint, describió el álbum como «una continuación de The Re-Up con mucho más» y dijo que se centraría en sus «raíces del hip hop». Durante una entrevista de MTV, dijo además que sería «el siguiente nivel» y que tiene «mucho de qué hablar».
«Pills N Potions» fue lanzado como el sencillo principal de The Pinkprint en mayo de 2014. En julio, apareció como artista destacada en la canción «Bang Bang» con las cantantes Jessie J y Ariana Grande, que alcanzó el puesto número tres en la lista Billboard Hot 100 de Estados Unidos. «Anaconda» fue lanzado en agosto como el segundo sencillo del álbum, alcanzando el número dos, que se convirtió en su sencillo con las listas más altas en los Estados Unidos en ese momento. El video musical de «Anacond» se volvió viral tras su lanzamiento en línea; estableció un récord de Vevo de 24 horas, acumulando 19,6 millones de visitas en su primer día de lanzamiento, rompiendo el récord que anteriormente tenía Miley Cyrus por «Wrecking Ball». El 9 de noviembre de 2014, Minaj fue anfitriona de los MTV Europe Music Awards 2014 en Glasgow, Escocia. También ganó el premio al Mejor hip hop por segunda vez. The Pinkprint se lanzó oficialmente el 15 de diciembre de 2014 y debutó en el número dos en los Estados Unidos, con ventas en la primera semana de 244 000 unidades equivalentes (198 000 en ventas de álbumes puros y 46 000 unidades equivalentes de álbumes combinadas y transmisiones). Tras su lanzamiento, los críticos elogiaron la producción y la letra personal.

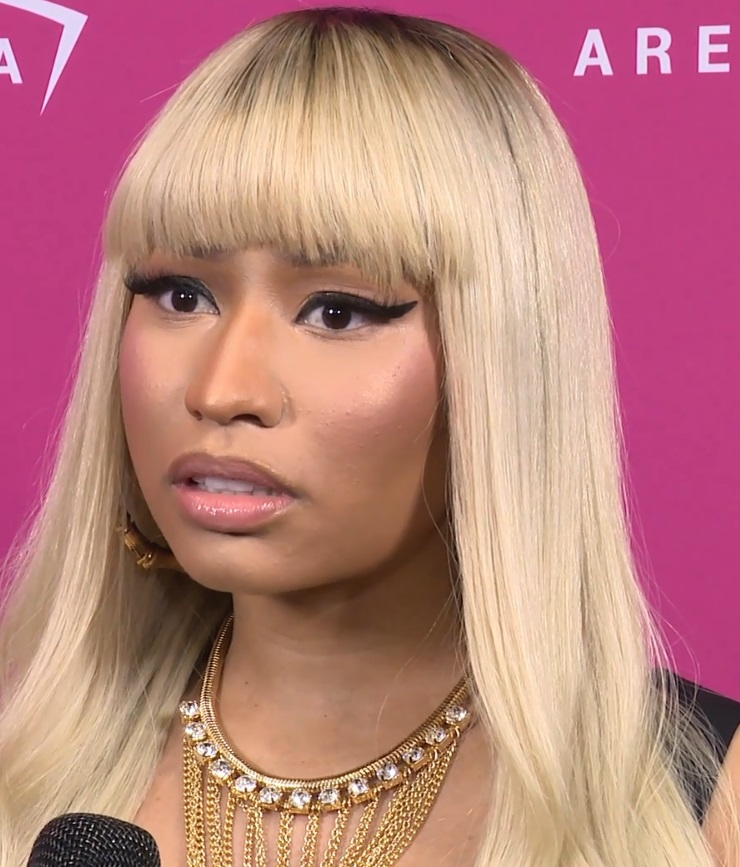
Minaj en una entrevista en 2016.

En la 58.ª edición de los Premios Grammy, Minaj recibió tres nominaciones más a los premios Grammy, incluida una segunda nominación a Mejor Álbum de Rap por The Pinkprint, una nominación a Mejor canción de rap por «Anaconda» y una nominación a Mejor interpretación de pop de dúo/grupo por «Bang Bang». En marzo de 2015, Minaj se embarcó en su tercera gira mundial titulada The Pinkprint Tour y también se convirtió en la primera artista femenina en ubicar cuatro canciones simultáneamente en el top 10 de la lista de reproducción al aire Mainstream R&B/Hip-Hop de Billboard. En los Premios BET de 2015, Minaj ganó su sexto premio consecutivo a la Mejor artista femenina de hip-hop, convirtiéndose en la rapera con más victorias en esa categoría. En agosto de 2015, Madame Tussauds presentó una figura de cera de Minaj, que mostraba una pose del video musical «Anaconda». La atracción recibió críticas de algunos, incluido Angharad Welsh de The Independent, quien la calificó como «un error sexista y racista». A pesar de esto, Minaj expresó su aprobación por la figura de cera en las redes sociales.
En mayo de 2015, se anunció que Minaj aparecería en la tercera entrega de la serie de películas Barbershop, junto con Ice Cube, Cedric the Entertainer, Eve y otros miembros originales del reparto. Titulada Barbershop: The Next Cut, la película se estrenó el 15 de abril de 2016. Por la actuación de Minaj como una peluquera «atrevida» llamada Draya, fue nominada a un premio Teen Choice a la Mejor actriz de película: Comedia. En septiembre de 2015, se anunció que Minaj sería productora ejecutiva y aparecería en una serie de comedia con guion de una sola cámara para ABC Family (ahora Freeform) basada en su vida mientras crecía en Queens, Nueva York. El programa se tituló Nicki y el episodio piloto se filmó en la ciudad natal de Minaj en enero de 2016. En octubre de 2016, Minaj declaró que la filmación se pospuso por razones no reveladas.
En febrero de 2017, Minaj apareció en el sencillo «Swalla» de Jason Derulo, que alcanzó la lista de las diez más populares en varios países, incluido el número seis en el Reino Unido. Al mes siguiente, Minaj firmó con la principal agencia de modelos, Wilhelmina Models. El 20 de marzo de 2017, cuando sus sencillos «No Frauds», «Changed It» y «Regret In Your Tears» se lanzaron simultáneamente, Minaj rompió el récord de más entradas de Billboard Hot 100 para una artista femenina, que en ese momento anteriormente estuvo en manos de Aretha Franklin. En mayo de 2017, Minaj inauguró los Billboard Music Awards de 2017 con una actuación de popurrí que Elias Leight de Rolling Stone describió como «producida con extravagancia» y «destreza». Durante el resto de 2017, Minaj interpretó versos invitados en varios sencillos, incluidos «MotorSport» de Migos y «Rake It Up» de Yo Gotti, los cuales alcanzaron su punto máximo entre los diez primeros en los Estados Unidos en los números seis y ocho, respectivamente. También apareció en «Swish Swish» de Katy Perry, que fue certificado platino en los Estados Unidos y Canadá. En enero de 2017, anunció que había terminado su relación con Meek Mill. Poco después, salió brevemente con el también rapero Nas en 2017 antes de que se separaran en enero de 2018.

### 2018-2019:Queeny matrimonio
Después de una pausa en las redes sociales, Minaj lanzó dos sencillos de su cuarto álbum de estudio, Queen. Lanzó «Chun-Li» y «Barbie Tingz» simultáneamente el 12 de abril de 2018, y ambas alcanzaron el número diez y el número veinticinco en los Estados Unidos, respectivamente. Interpretó «Chun-Li» en Saturday Night Live y en los premios BET del 2018. Si bien «Chun Li» aparece en la lista de canciones del álbum, «Barbie Tingz» solo se incluye en la versión Target del álbum. En la alfombra roja de la Met Gala de 2018, anunció el título del álbum y la fecha de lanzamiento original. El segundo sencillo, «Bed», con Ariana Grande, fue lanzado el 14 de junio de 2018, junto con el pedido anticipado del álbum, alcanzando el número 42 en el Hot 100. Además, Minaj apareció como artista destacada en la canción «Fefe» junto con Murda Beatz y Tekashi 6ix9ine. Debutó en el número cuatro en los Estados Unidos, marcando el debut más alto de Minaj en la lista en ese momento, superando el sexto lugar de «Bang Bang» en 2014. Más tarde alcanzó su punto máximo en el número tres y se agregó a Queen en medio de su primera semana de seguimiento. El día antes del lanzamiento del álbum, Minaj lanzó su propio programa de radio Beats 1, Queen Radio.

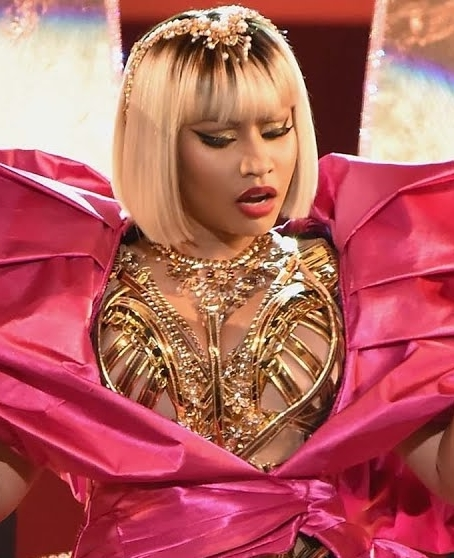
Minaj actuando en los MTV Video Music Awards de 2018.

Queen recibió múltiples retrasos antes de finalmente ser lanzado el 10 de agosto de 2018. Debutó en el número dos en el Billboard 200 de Estados Unidos con 185 000 unidades equivalentes a álbumes, de las cuales 78 000 provinieron de ventas puras de álbumes. También debutó en el número cinco en el Reino Unido y en el número cuatro en Australia, marcando el debut más alto de Minaj en este último país. Minaj luego expresó su frustración y criticó a varias personas, incluido Travis Scott, cuyo álbum Astroworld ocupó el primer lugar por segunda semana consecutiva, bloqueando a Queen del primer puesto. Minaj alegó que Travis Scott vendió camisetas, mercadería y boletos para una gira no anunciada para impulsar las ventas de su álbum. Esta controversia y el lanzamiento de Queen fueron documentados por varios medios de comunicación y comentaristas. Queen recibió críticas generalmente positivas, y algunos críticos se burlaron de la duración y la dirección del álbum. El álbum fue certificado Platino por la RIAA en enero de 2019, por mover más de 1 millón de unidades equivalentes.

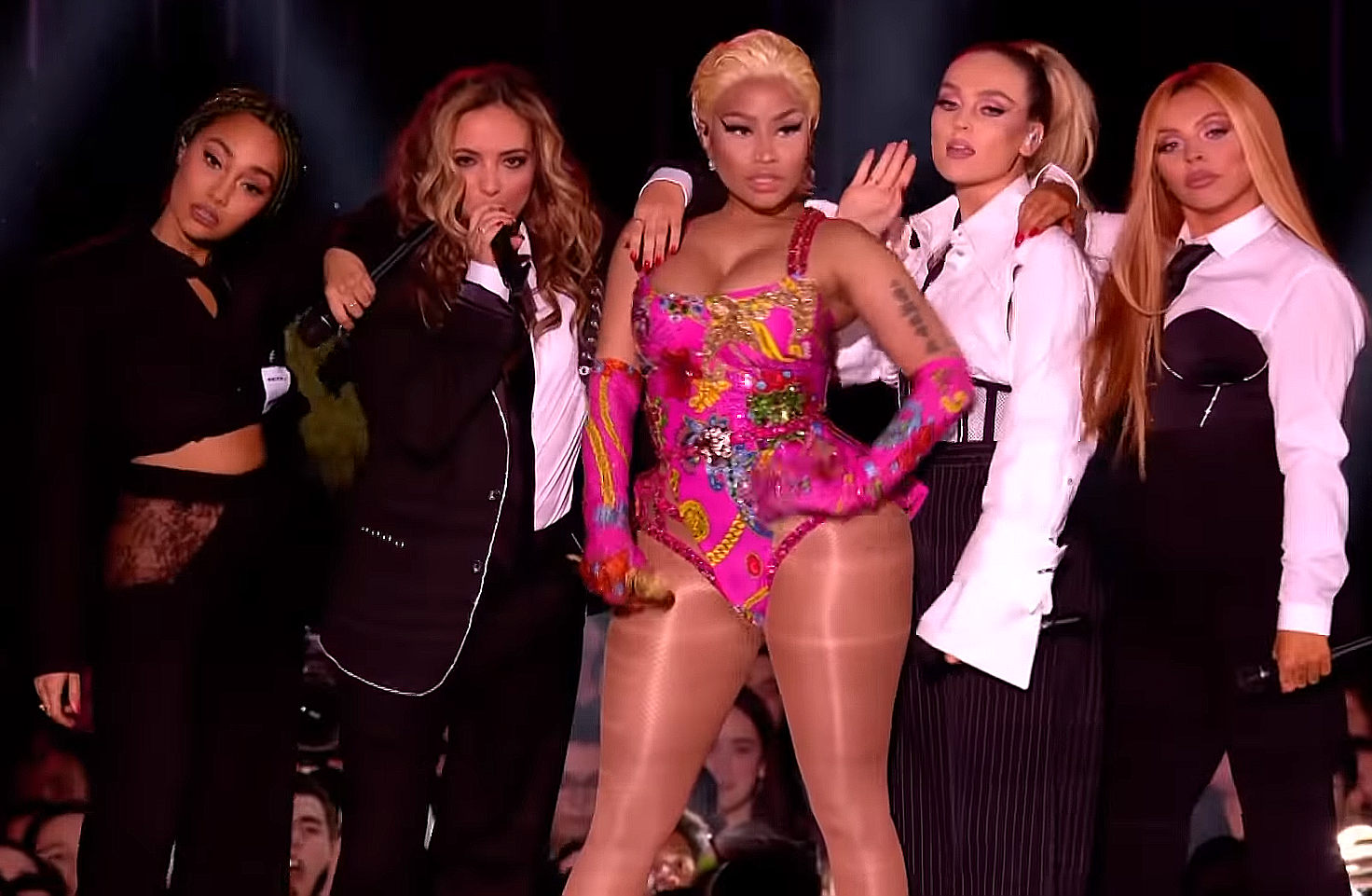
Minaj actuando con Little Mix en los MTV Europe Music Awards de 2018.

Minaj actuó en los MTV Video Music Awards de 2018, donde también ganó su cuarto MTV Video Music Award por el video musical «Chun-Li». El mismo mes, apareció en el remix de «Idol» de la banda de chicos de Corea del Sur BTS. Debutó y alcanzó su punto máximo en el número once en los Estados Unidos, que fue la segunda canción más alta en las listas de éxitos del grupo en ese momento. También apareció en la canción «Woman Like Me» del grupo femenino británico Little Mix, que se lanzó el 12 de octubre de 2018. Poco después se lanzó un video musical, con Minaj y Little Mix interpretando la canción juntas en los MTV Europe Music Awards de 2018. También apareció en «Dip» del rapero estadounidense Tyga, que alcanzó el número sesenta y tres en los Estados Unidos, convirtiéndola en la primera artista femenina en tener 100 entradas en la lista Billboard Hot 100. Más tarde asistió al evento Billboard Women in Music de fin de año y recibió el premio Game Changer por el logro.
En septiembre, Minaj co-encabezó el festival anual Made in America y sufrió otra falla en el guardarropa cuando la parte delantera de su atuendo se abrió. En noviembre, fue invitada al festival de música DWP en China, pero no actuó debido a problemas con la empresa anfitriona del evento. Al año siguiente, en abril de 2019, Minaj hizo una aparición sorpresa como invitada en el Festival de Música y Artes de Coachella Valley de 2019 durante el set de Ariana Grande, donde interpretaron sus colaboraciones «Side to Side» y «Bang Bang». Sin embargo, experimentó dificultades técnicas con su auricular. Más tarde ese mes, Minaj se separó de su antiguo equipo de gestión después de un acuerdo mutuo, con el ejecutivo de entretenimiento estadounidense Irving Azoff como su nuevo gerente.
En junio de 2019, Minaj lanzó un sencillo independiente titulado «Megatron» junto con un video musical que lo acompaña. En los Estados Unidos, la canción debutó en el número veinte. Un mes después, proporcionó información sobre su próximo quinto álbum de estudio, apareciendo en The Tonight Show Starring Jimmy Fallon, afirmando que «definitivamente hay un nuevo álbum, por supuesto». Apareció en la canción «Hot Girl Summer» junto a la también rapera Megan Thee Stallion en agosto de 2019, que alcanzó el número once en los Estados Unidos. Minaj comenzó a salir con su amigo de la infancia Kenneth Petty (apodado «Zoo») en diciembre de 2018 y, después de menos de un año de relación, solicitó una licencia de matrimonio en agosto de 2019. Ella anunció que se habían casado oficialmente en octubre, y unió con guion el apellido de él al de ella al casarse. Minaj tuvo un papel de voz como Pinky en The Angry Birds Movie 2, que se estrenó en agosto de 2019. En noviembre, Minaj apareció en la banda sonora de Charlie's Angels en la canción «Bad to You», junto con Ariana Grande y Normani, marcando su sexta colaboración con Grande. Minaj también colaboró con la cantante colombiana Karol G en la canción «Tusa», que se lanzó a las plataformas de transmisión el 7 de noviembre. La canción llegó a cuarenta y dos en los Estados Unidos y llegó a la cima de muchas otras listas, incluida la lista Hot Latin Songs, que la convirtió en la primera canción con dos artistas femeninas principales en debutar en ese puesto. Más tarde, «Tusa» se convirtió en el sencillo número uno de mayor duración en Argentina, y pasó cinco meses en la cima de la lista.

### 2020-2021: Maternidad, relanzamiento deBeam Me Up Scottyy demanda
En enero de 2020, Minaj apareció en «Nice to Meet Ya» de la cantautora estadounidense Meghan Trainor. La canción es del tercer álbum de estudio de esta última, Treat Myself (2020). En febrero, lanzó una canción independiente llamada «Yikes» como sencillo promocional. A finales de ese mes, Minaj apareció como juez invitada en el estreno de la duodécima temporada del programa de telerrealidad RuPaul's Drag Race. En marzo, su esposo, Kenneth Petty, ingresó a la base de datos de la Ley Megan de California después de que lo acusaran de no registrarse como delincuente sexual después de mudarse a California. Petty había sido condenado por intento de violación en Nueva York y había cumplido casi cuatro años de prisión por ello. Por este nuevo cargo, fue condenado a un año de arresto domiciliario y una multa de $55.000 USD en 2022.
En mayo, la también rapera Doja Cat anunció una colaboración con Minaj en dos remixes de su canción «Say So». El remix más tarde debutó en el número uno en el Billboard Hot 100 de Estados Unidos, convirtiéndose en el primer sencillo de Minaj y Doja Cat en alcanzar el número uno en los Estados Unidos. Se convirtió en la colaboración exclusivamente femenina que había alcanzado el número uno en los Estados Unidos desde «Fancy» de la rapera australiana Iggy Azalea junto con la cantante inglesa Charli XCX lo hizo en 2014. Fue la primera vez que una canción de dos raperas llegó a la cima, por lo que Guinness World Records más tarde les otorgó un premio. Un mes después, lanzó una colaboración con 6ix9ine llamada «Trollz», que debutó en el número uno en los Estados Unidos y se convirtió en el segundo sencillo número uno de Minaj. Esto convirtió a Minaj en la primera rapera en debutar en el número uno en el Billboard Hot 100 desde que Lauryn Hill lo hiciera en 1998 con «Doo Wop (That Thing)». La canción cayó al número 34 en su segunda semana, en ese momento rompió el récord de mayor caída desde el número uno en los Estados Unidos.
En julio, Minaj anunció a través de Instagram que estaba esperando a su primer hijo. Dio a luz a un hijo el 30 de septiembre de 2020, a quien se refiere públicamente como «Papá Oso». Su nombre real aún se desconoce. Más tarde colaboró con los raperos ASAP Ferg y MadeinTYO en una canción llamada «Move Ya Hips». Casi un mes después, Minaj apareció en la canción «Expensive» del rapero Ty Dolla Sign. Continuó apareciendo como artista destacada en varias canciones a finales de 2020, y lanzó «What That Speed Bout!?» con el productor Mike Will Made It y el rapero YoungBoy Never Broke Again el 6 de noviembre. En el décimo aniversario de su álbum debut Pink Friday (2010), Minaj anunció una docuserie de seis partes sobre ella, producida por Bron Studios y originalmente se dijo que se estrenaría en HBO Max. En 2022, la plataforma de transmisión confirmó que abandonó el proyecto aún inédito.
Al año siguiente, en febrero de 2021, el padre de Minaj, Robert Maraj, murió mientras caminaba por una carretera en Long Island en un accidente de atropello y fuga. Charles Polevich, un hombre de 70 años, fue acusado como sospechoso de la muerte de Maraj. Polevich fue procesado y acusado de dos delitos graves, que consistían en abandonar la escena del incidente que involucraba la muerte de una persona y manipular o suprimir evidencia física. Tres meses después, comentó sobre la muerte de su padre en una carta, diciendo: «[...] ha sido la pérdida más devastadora de mi vida. Me encuentro con ganas de llamarlo todo el tiempo, más ahora que se ha ido». [...] Que su alma descanse en el paraíso. Fue muy querido y será muy extrañado».
En mayo de 2021, Minaj lanzó una reedición de su mixtape Beam Me Up Scotty (2009), que incluye nuevas canciones que antes no estaban disponibles en los servicios de transmisión. La reedición debutó en el número dos en el Billboard 200 de Estados Unidos, lo que le dio el debut más alto para un mixtape de rap femenino en los Estados Unidos. Una canción de la reedición, titulada «Seeing Green» con los raperos Drake y Lil Wayne de Young Money, alcanzó el número doce en los Estados Unidos y apareció en la lista de críticos de «Mejores canciones de hip hop de 2021 (hasta ahora)» de mediados de año de la revista HipHopDX. El verso de Minaj sobre «Fractions» de la reedición apareció en la lista de críticos «Los mejores versos de rap de 2021 hasta ahora» de mediados de año de Complex. En julio, Minaj colaboró con la también rapera Bia en el remix de su canción «Whole Lotta Money». El remix apareció en varias listas de «Mejores canciones del año» de publicaciones como Rolling Stone y NPR.
En agosto, la víctima de su esposo (llamada Jennifer Hough) presentó una demanda contra Minaj y Petty por presunto acoso e intimidación. Más tarde concedió una entrevista sobre las acusaciones en el programa de entrevistas diurno The Real. Si bien Minaj no ha comentado públicamente sobre la demanda, abordó las acusaciones en la presentación de un caso: «Nunca le pedí a [Hough] que cambiara su historia, nunca le ofrecí dinero a cambio de una declaración, y no la amenacé con cualquier tipo de daño si ella optaba por no proporcionar una declaración». Más tarde, Hough abandonó voluntariamente el caso contra Minaj, y sus abogados alegaron «problemas jurisdiccionales» y le dijeron a un juez que se volvería a presentar en California. El abogado de Minaj respondió a sus afirmaciones y dijo que volver a presentar el caso era una «gamba frívola para evitar sanciones» y que «sus reclamos recibieron una respuesta agresiva». El reclamo inicial de Hough de volver a presentar el caso fue en enero de 2022.
En septiembre, Minaj colaboró con el quinto álbum de colaboración del cantautor inglés Elton John, The Lockdown Sessions (2021). Apareció en la canción «Always Love You» con John y el rapero Young Thug. Más tarde ese mes, se separó de su gerente anterior, Irving Azoff, y ahora está siendo dirigida por Wassim Slaiby, también conocido por su compañía de gestión SALXCO, quien es conocido por administrar a The Weeknd y Doja Cat. La cantante inglesa Jesy Nelson lanzó su debut en solitario, llamado «Boyz», en el que aparece Minaj. La canción alcanzó el puesto número cuatro en el Reino Unido y el número dieciséis en Irlanda.
En octubre de 2021, Minaj apareció como presentadora sorpresa de la reunión de la sexta temporada del programa de telerrealidad The Real Housewives of Potomac. En noviembre de 2021, su sencillo «Super Bass» de Pink Friday de 2011 recibió una certificación de diamante de la RIAA, lo que la convirtió en la segunda rapera solista en recibir una certificación de diamante. Minaj ganó el premio al Mejor hip hop en los MTV Europe Music Awards 2021, convirtiéndose en la sexta vez que gana este premio.

### 2023: Queen Radio Volume 1 y Quinto álbum de estudio Pink Friday 2
A principios de año, tras una pausa en redes sociales, Minaj anunció una canción en colaboración con el rapero Lil Baby llamada «Do We Have a Problem?». La canción fue lanzada en febrero, junto con un video musical que contó con apariciones como invitados de los actores Joseph Sikora y Cory Hardrict. El vídeo contenía un fragmento de otra colaboración de Lil Baby titulada «Bussin», que se publicó una semana después, el 11 de febrero. «Do We Have a Problem?» debutó y alcanzó el número dos en la lista estadounidense Billboard Hot 100. Se convirtió en la vigésima canción de Minaj entre los diez primeros en Estados Unidos, ampliando su récord como la rapera femenina con más sencillos entre los diez primeros en Estados Unidos. En una entrevista promocional de Apple Music con el DJ Zane Lowe, Minaj dijo que su próximo quinto álbum de estudio «llegará muy pronto». Lo describió como «divertido, gutta y de vuelta a lo básico». Sus otras aventuras también incluyen encabezar la campaña de la colección «Heaven» Primavera 2022 de Marc Jacobs, que se lanzó en marzo.
En marzo, Minaj colaboró con la también rapera Coi Leray en una canción titulada «Blick Blick», de su álbum de estudio debut Trendsetter (2022). Antes del lanzamiento de la canción, reveló que su verso estuvo a punto de ser descartado debido a que el rapero estadounidense Benzino (que también es el padre de Coi Leray) filtró la colaboración. A finales de ese mes, lanzó por sorpresa el sencillo «We Go Up» con el rapero Fivio Foreign. El tema drill fue inicialmente bromeado en las redes sociales de Minaj como una canción descartada de su álbum, antes de que los fanes le pidieran que lanzara la canción. En abril, Minaj apareció en el segmento Carpool Karaoke del presentador de televisión inglés James Corden, dando el pistoletazo de salida a su vuelta a la emisión en The Late Late Show with James Corden tras un parón de dos años. Después de eso, fue nombrada nueva directora creativa de la revista masculina estadounidense Maxim y se convirtió en la nueva embajadora global y asesora de MaximBet, una marca de apuestas deportivas lanzada por Maxim. Se incorporó como accionista.
A principios de julio, Minaj realizó varias actuaciones en directo siendo cabeza de cartel en el Essence Music Festival de 2022 en Nueva Orleans y en el Wireless Festival de 2022 en Londres. El mismo mes, publicó un fragmento de una canción en las redes sociales que samplea la canción de 1981 del cantante estadounidense Rick James, «Super Freak». En julio, anunció que el tema completo se publicaría en agosto. Reveló el título de la canción como «Super Freaky Girl» y el arte de la portada que acompaña a la canción. El 28 de julio publicó un tráiler de dos minutos de su próximo docuserie de seis partes titulado Nicki, producido por la productora canadiense Bron Studios. Tras su lanzamiento inicial, «Super Freaky Girl» recibió una versión extendida llamada «Roman Remix», que cuenta con el regreso de su alter ego Roman Zolanski.
«Super Freaky Girl» debutó en el número uno en Estados Unidos, convirtiéndose en el tercer número uno de Minaj en ese país y en su primer número uno sin acompañante. Se convirtió en la primera canción en solitario de una rapera en debutar en el número uno en Estados Unidos en 22 años, después de que la canción de la también rapera Lauryn Hill «Doo Wop (That Thing)» también debutara en el número uno en 1998. En agosto de 2022, Minaj lanzó un álbum recopilatorio llamado Queen Radio: Volume 1 con un tema nuevo, «Likkle Miss (Remix)» con Skeng. En septiembre de 2022, Minaj lanzó una remezcla de «Super Freaky Girl» llamada «Queen Mix"», en la que participan otras 5 raperas: JT, BIA, Katie Got Bandz, Akbar V, y Maliibu Miitch.
En septiembre de 2022, Yung Bleu lanzó su sencillo «Love in the Way» con Minaj con un video lanzado el 19 de septiembre. En octubre de 2022, Minaj y Skeng lanzaron un remix de «Likkle Miss» llamado «THE FINE NINE REMIX» con Spice, Destra Garcia, Patrice Roberts, Lady Leshurr, Pamputtae, Dovey Magnum, Lisa Mercedez y London Hill. En octubre de 2022, el rapero YoungBoy Never Broke Again lanzó una colaboración con Minaj titulada «I Admit».
En febrero de 2023, Nicki mostró por primera vez «Red Ruby da Sleeze» a través de su Instagram y anunció que se lanzaría en marzo de 2023. También se burló de la canción cuando compartió un video de ella rapeándola en el Carnaval de Trinidad y Tobago. La canción debutó y alcanzó el puesto número trece en el Billboard Hot 100 mientras alcanzaba el número uno en la lista de ventas de canciones digitales de Estados Unidos, empatando con Drake como los artistas con la mayor cantidad de números uno en la lista. En abril de 2023, Nicki apareció como una característica en «WTF», el tercer sencillo que condujo al sexto álbum de estudio de larga duración de YoungBoy Never Broke Again, Don't Try This At Home. El lunes 5 de junio de 2023, Minaj anunció a través de Twitter que su quinto álbum de estudio se lanzará el viernes 20 de octubre del mismo año. El 30 de junio, anunció en Instagram que el álbum se retrasó hasta el viernes 17 de noviembre. También reveló que el álbum se titularía Pink Friday 2.

## Arte

### Influencias

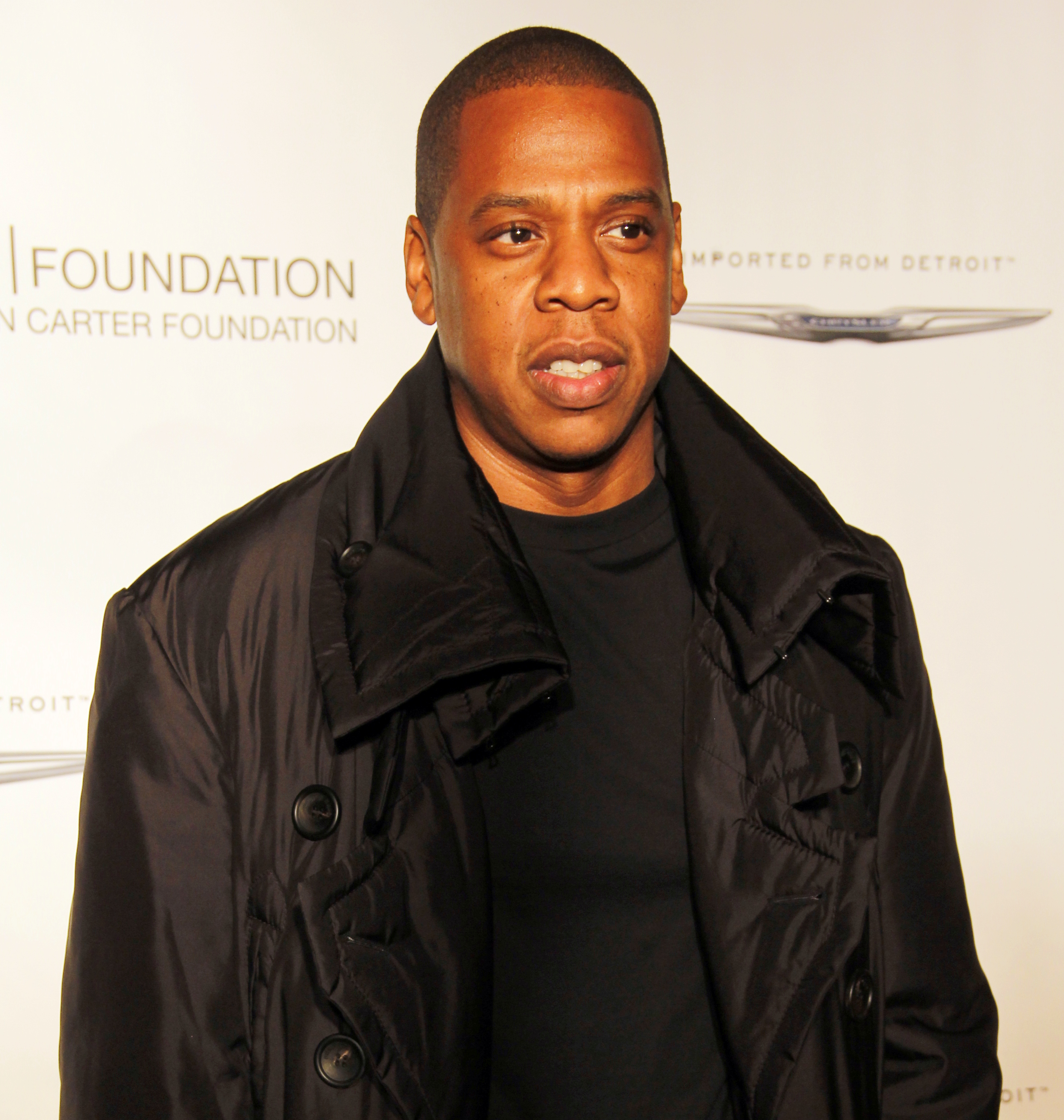
El artista del rap Jay-Z, ha sido una de las mayores influencias para Nicki Minaj.

Minaj ha afirmado que entre los artistas que han influido en su estilo musical se encuentran Madonna, Lisa Lopes, Lil Wayne, Lauryn Hill, Jadakiss, Natasha Bedingfield, Foxy Brown y Missy Elliott. Ella ha sido inspirada también por Janet Jackson, Madonna, Britney Spears, Enya, Marilyn Monroe, Grace Jones, M.I.A. y Cyndi Lauper.
Minaj cita a Foxy Brown y a Jay-Z como sus mayores influencias, diciendo: "Yo realmente la amo [Foxy] como rapera. Yo estuve realmente interesada en su mente y en su aura, yo estuve realmente, de verdad, dentro de Jay-Z. Yo y mis amigos del instituto, cantábamos todas las canciones de Jay-Z. Sus palabras eran nuestras palabras en nuestras conversaciones todo el tiempo. Yo nunca le he explicado a Foxy cuánto me ha influido y cuánto ha cambiado mi vida y vosotros tenéis que explicar a la gente cuando todavía están vivos para que puedan recibir el cumplido, en lugar de hacerles tributos cuando ya no están aquí". Ella nombró a Foxy cómo "la rapera más influenciadora" y a su álbum Broken Silence por cambiar su vida.
Nicki Minaj es un ejemplo a seguir de Jada Pinkett Smith por su carrera. Minaj se inspiró también en la cantante de R&B Mónica y solía cantar su canción "Why I Love You So Much" en cada talent show al que se presentaba. Minaj se refirió a Mónica como una de sus máximas influencias musicales mientras actuaba en Atlanta en su gira Pink Friday Tour. Kanye West, Trina y Drake han sido también nombrados como influencias para Minaj. Betsey Johnson es otro icono de la moda de Nicki, afirmando que "[Betsey] es un espíritu libre. Cuando la conocí el otro día, me sentí como si la conociera de toda la vida. Ella es muy cálida, considerada y compasiva. Es increíblemente talentosa y he estado siempre llevando su ropa, por lo que cuando la conocí fue como, '¡Yay!' Yo le hice reverencias; ¡ella es una droga!"

### Técnicas de rap

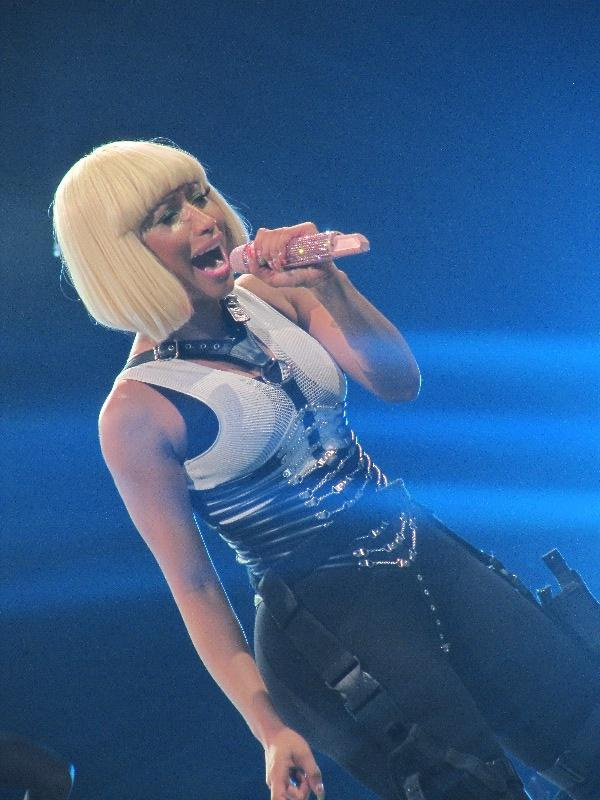
Minaj cantando en el Femme Fatale Tour en 2011.

"Cuándo empecé a rapear, la gente intentaba hacerme ser la típica rapera de Nueva York, pero yo no soy eso", dice Nicki. "No les quitó el respeto a los raperos de Nueva York, pero no quiero que la gente me escuche y sepa quién soy simplemente por el sitio de donde provengo".
Minaj es conocida por su animado ritmo al rapear, particularmente su flow. Ella usualmente emplea metáforas, frases clave y juegos de palabras en sus trabajos, que han recibido comparaciones con su mentor, Lil Wayne. El periódico New York Times describió a Minaj como "una rapera espumosa con regalos cómicos y giros inesperados de frase. Ella es una exageración andante, con un gran sonido, personalidad y aspecto. Es también una rápida evolucionaria, descartando modelos antiguos fácilmente y adoptando nuevos." Muchos críticos describieron su técnica como rap bubblegum, explicado por Nicki, "Lo que la gente no sabe es que antes de estar haciendo estas locuras, simplemente intento hacer un sonido rap que nadie antes haya escuchado ni identificado. Pero una vez que yo empecé a hacerlo todo de manera extraña, llamé la atención de todo el mundo".
Su verso en la canción de Kanye West "Monster" fue bien recibido por los críticos, destacando que ella tuvo el mejor verso de la canción. Sus alter ego han sido incorporados en sus letras a través del acento inglés (Roman Zolanski) y la voz suave (Harajuku Barbie). Ice-T dice del estilo de Nicki: "Minaj hace lo propio. Ella tiene su propia manera de hacerlo. Ella tiene una entrega vocal enfermiza. Su estilo me recuerda al de una mujer, Busta Rhymes, como si ella lanzara su voz en diferentes direcciones".

### Losalter ego

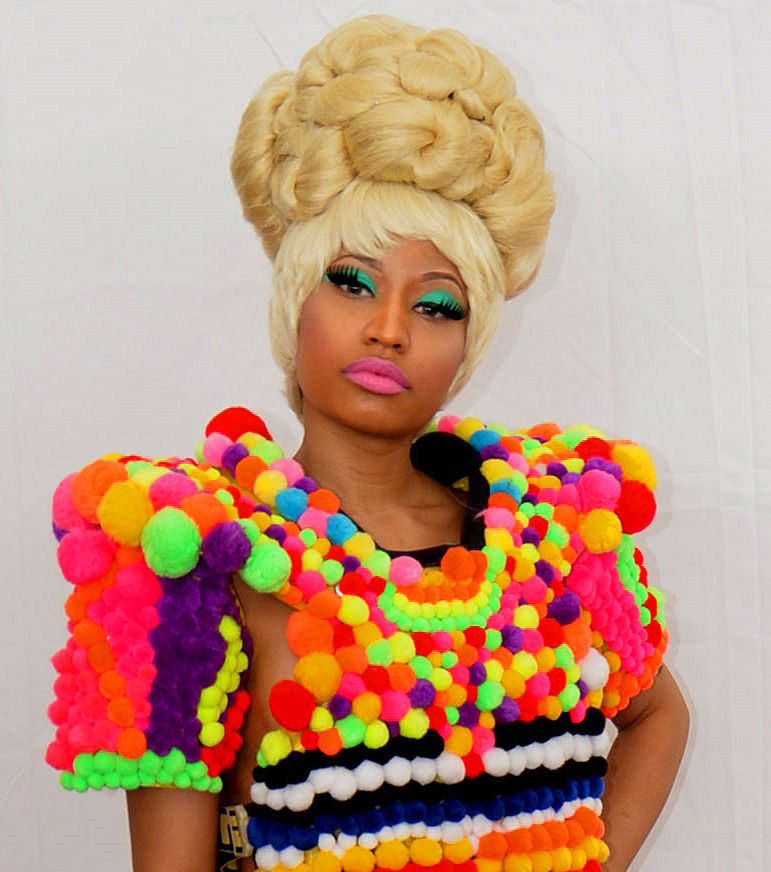
A comienzos de su carrera, Nicki solía vestir coloridos trajes y pelucas, aquí en la Semana de la Moda Nueva York en 2011.

Como sus padres se peleaban con frecuencia durante su infancia, Minaj vivía a través de personajes que ella misma creaba como forma de escape. Recordó que la fantasía era su realidad y que su primera identidad fue Cookie, quién luego se convertiría en Harajuku Barbie, para luego posteriormente se transformara en Nicki Minaj. En noviembre de 2010, Minaj asumió el alter ego Nicki Teresa, luciendo un tocado colorido y autodenominándose como "curandera de sus fans" durante una visita en una fundación de Nueva York. Luego presentó otro alter ego, Rosa (pronunciado con una R exagerada), para conmemorar su aparición en diciembre de 2010.
Uno de los alter ego más conocidos de Minaj es un "demonio dentro de ella" llamado Roman Zolanski (basado en el controversial director de cine Roman Polanski), el "hermano gemelo" de Minaj, cuyo personaje asume cuando está enojada. Roman es comparado con el personaje de Eminem, Slim Shady. Ella misma acotó "Y si no conoces a Roman, pronto lo conocerás. Es el chico que vive dentro de mí. Es un lunático y es gay y estará mucho ahí". 
Roman tiene una madre, Martha Zolanski, que apareció en "Roman's Revenge" con acento británico y cantando en "Roman Holiday" por primera vez Martha apareció en el vídeo de "Moment 4 Life" como la aparente hada madrina de Minaj.

## Productos y promociones

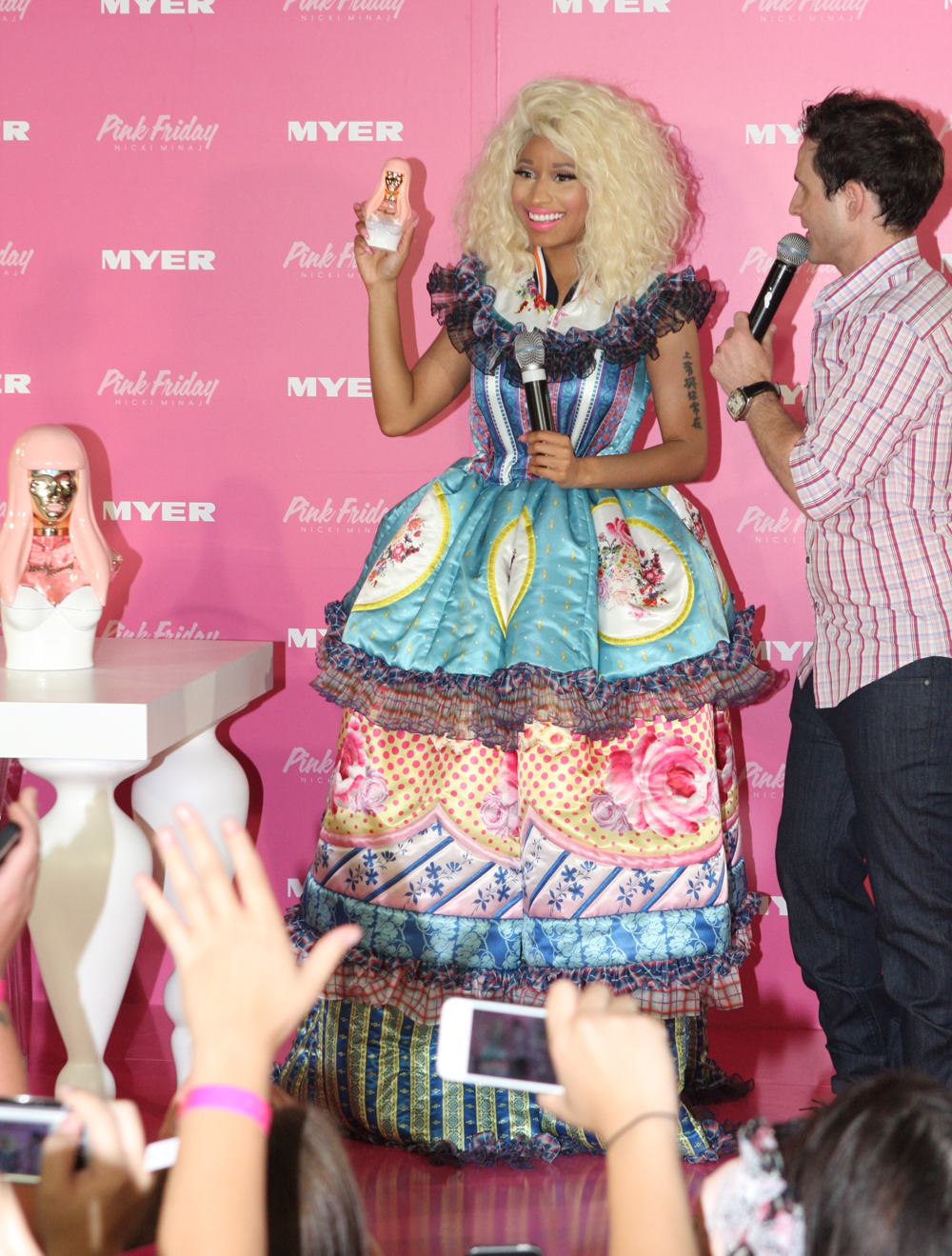
Nicki promocionando su primera línea de perfumes Pink Friday, en 2012.

Minaj ha firmado contratos con una variedad de intereses corporativos y empresas manufactureras. En 2011, ayudó a lanzar una cámara digital Casio en Times Square, junto con The Roots. También colaboró para el lanzamiento del Nokia Lumia 900 en Times Square interpretando sus canciones "Starships", "Super Bass" y "Right by My Side". Minaj fue contratada para una promoción con Pepsi, en la que apareció en un anuncio rodado en Argentina para la campaña y anunciadora global LiveForNow. El anuncio contó con un remix de su sencillo "Moment 4 Life". En 2011, Mattel produjo una Barbie con temática de Nicki Minaj, que se subastaría en Charitybuzz y sería comprada por un precio de 15.000 dólares.
MAC Cosmetics también colaboró con Minaj en muchas empresas de negocio, tales como una barra de labios de edición limitada llamada Pink 4 Friday, que salió a la venta durante cuatro viernes consecutivos a partir del 26 de noviembre de 2010 para promocionar el lanzamiento de Pink Friday, y también como parte de la campaña Viva Glam junto a Ricky Martin en Latinoamérica, que recaudó 250 millones de dólares para la fundación MAC AIDS Fund. Nicki Minaj colaboró con OPI Products en una colección de seis piezas de pinta uñas de colores con nombres de sus canciones.
Con el diseñador Jeremy Scott, Minaj firmó un contrato de patrocinio con Adidas para la campaña otoño-invierno 2012, para aparecer en anuncios de Internet y anuncios para Adidas Originals. El anuncio fue filmado en Brooklyn, donde también aparecen Big Sean, Derrick Rose, Sky Ferreira y 2NE1, todos con atuendos de Adidas. La canción escogida para la promoción fue «Masquerade», de Nicki Minaj. Minaj tiene planeado lanzar su propia línea de moda en 2013, y describió que sería "Harajuku Barbie". Nicki reveló a través de Twitter que estaba escribiendo dos libros. Minaj se asoció con Give Back Brands para lanzar su nueva fragancia, llamada como su primer álbum de estudio, Pink Friday, que fue lanzada en septiembre de 2012 bajo la licencia exclusiva de Macy's en Estados Unidos y de Elisabeth Arden internacionalmente. Su sencillo "Super Bass" fue incluido en la cuarta edición del videojuego Just Dance, lanzado en octubre de 2012.

## Vida personal

### Relaciones, matrimonio y familia
A finales de 2014, se anuncia la separación de la rapera de Safaree Samuels, su pareja desde hacía doce años. Su disco, The Pinkprint pudo haber sido inspirado por el tormentoso final de esta apasionada relación. Ella también reveló en este disco que abortó a los 16 años en su canción "All Things Go", cuando aún sin terminar el instituto quedó embarazada de su novio de la adolescencia, al que también nombra en la canción diciendo "Mi hijo con Aaron cumpliría 16 años".
El 12 de abril de 2015 hacía pública su relación con el rapero Meek Mill. El 5 de enero de 2017 anunció, a través de Twitter, que su relación sentimental de dos años con él había terminado.
En diciembre de 2018, Minaj comenzó a salir con su amigo de la infancia Kenneth "Zoo" Petty. Pidió una licencia de matrimonio en agosto de 2019. Anunció que se habían casado el 21 de octubre de 2019. Tras contraer matrimonio, Minaj agregó el apellido de su esposo al suyo, convirtiéndose en Maraj-Petty.
En julio de 2020 confirmó que estaba esperando su primer hijo. El 30 de septiembre de 2020 dio a luz a un niño en Los Ángeles.
En febrero de 2021, su padre, Robert Maraj, falleció en un accidente mientras caminaba por una carretera en Long Island. Un hombre de 70 años llamado Charles Polevich fue identificado como el responsable. El departamento policial del Condado de Nassau afirmó en una conferencia de prensa que rastrearon el auto de Polevich y que él mismo se entregó a la policía. El ciudadano fue procesado y acusado de 2 delitos graves: abandonar la escena del incidente que involucró la muerte de una persona y alterar o suprimir evidencias.

### Orientación sexual
Algunas canciones y entrevistas han dado a entender que Minaj es bisexual. Y en 2022, en un directo de Instagram dijo que tuvo una relación con una mujer en el instituto. En una entrevista con el Vibe comentó, "Tolero a las personas de todos los estilos de vida y no les digo que son malas personas. Les digo a las mujeres que son hermosas y a los chicos que son sexys porque pienso que lo necesitan y a veces no tienen a nadie que lo haga. Siento que la gente siempre me quiere definir y no quiero que lo hagan." Reiteró su disgusto por ser etiquetada en una entrevista, diciendo: "El punto es que todo el mundo no es blanco o negro, hay tantos matices en el medio, tienes que dejar que la gente se sienta cómoda con decir lo que quieran decir cuando quieran decirlo. Durante una entrevista en mayo de 2010 con Details, se le preguntó si sentía que el hip-hop era cada vez más gay friendly. Ella respondió: "Creo que el mundo es cada vez más gay-friendly, por lo tanto el hip-hop también lo es. Pero es difícil imaginar que un rapero gay masculino pueda ser asimilado fácilmente, las personas ven a los hombres gay como gente que no tiene experiencia en las calles. Sin embargo, pienso que llegaré a ver a uno en mi vida."

## Controversias

### Relación con Lil' Kim

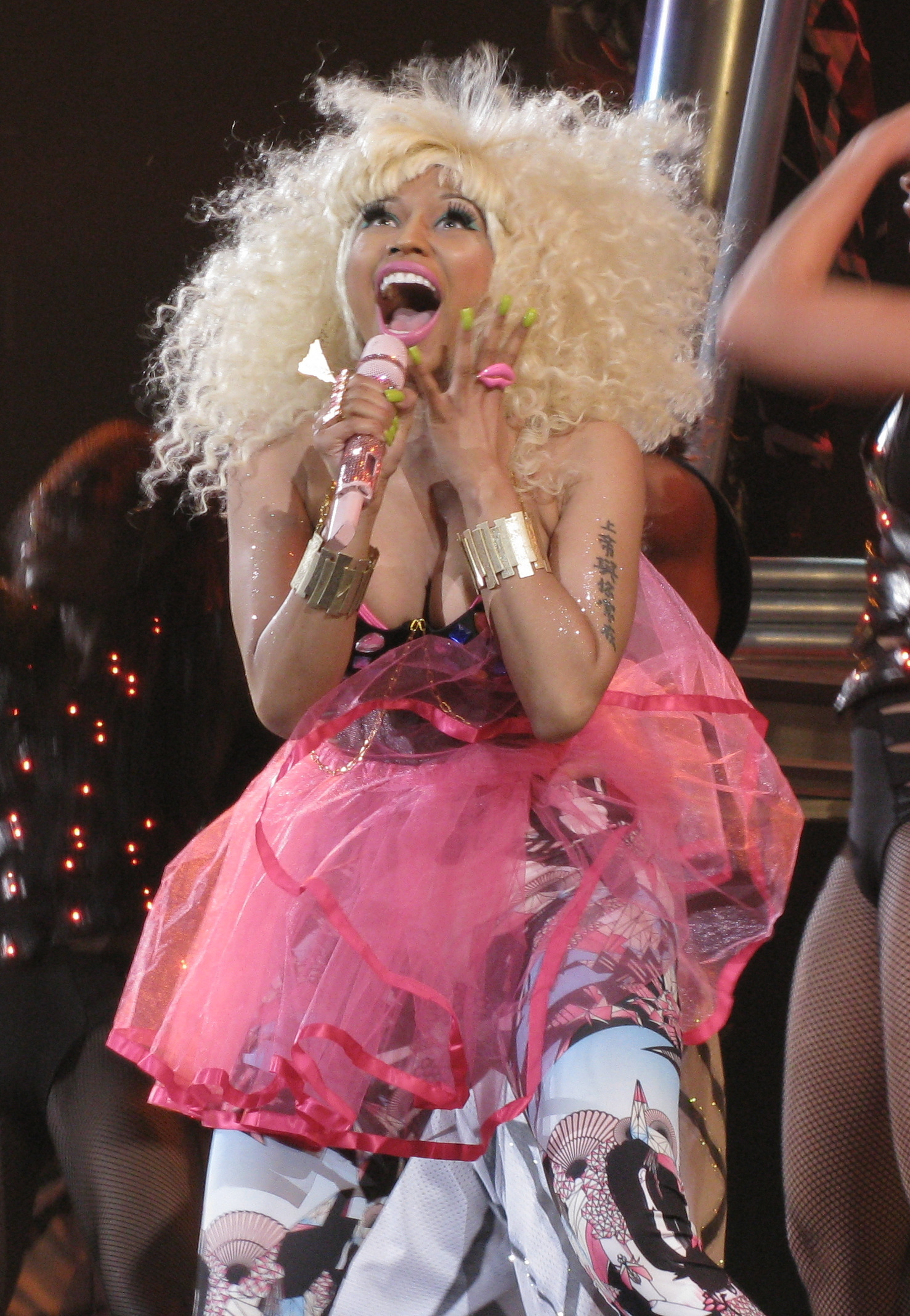
Nicki Minaj en Toronto, 2011.

Minaj se vio envuelta en una pelea con la veterana rapera Lil' Kim desde el éxito de su álbum Pink Friday. Kim y críticos destacaron semejanzas con su Sucka Free. Kim acusó a Minaj de copiar su imagen, diciendo: "Si tú vas a robar mi botín, tendrás que pagarlo. Tendrás que darme algo. Tú me ayudas, yo te ayudo. Eso es lo que me pasa". El sencillo de Minaj "Roman's Revenge" con Eminem se cree que fue el responsable de los comentarios de Kim, aunque posteriormente Nicki lo negó, respondiendo a la situación con una entrevista con HOT 97 de Angie Martínez diciendo que "Ella tuvo una pelea con Foxy Brown, entonces ella tuvo una pelea con Eve, después con Remy, entonces luego fue el Sr. Wallace, finalmente con Nicki Minaj.
Lil 'Kim reavivó la pelea con el lanzamiento de su mixtape Black Friday, que hace referencia directa a Minaj con el título del álbum y de las canciones, como "Did It On'em" (que se convirtió en "Pissin' On'em"). La carátula del álbum muestra a Lil' Kim decapitando a Minaj con una espada. Un fragmento del diss llamado "Tragedy" lanzado en respuesta a Minaj en abril de 2011. Después del lanzamiento de Pink Friday: Roman Reloaded, muchos críticos sugirieron que la canción "Stupid Hoe" probablemente contenía ataques directos a Kim. Posteriormente, Lil' Kim sugirió en una entrevista con 105's Breakfast Club que la canción "Automatic" era parecida a su material no lanzado, llamando a Nicki Minaj "desagradable" y "malvada".
La pelea también llamó la atención de varios artistas y raperos. El compañero de Minaj y rapero, Drake dijo: "No me importa lo que Lil' Kim o alguien esté hablando." 50 Cent comentaron sobre la situación en una entrevista en línea con Power 98.3 FM remarcando que "Es obvio... ella [Minaj] se ha inspirado en algo de Lil Kim [estilo]. Pero eso no es malo. No hay montones de raperas femeninas a las que puedas hacer referencia, por lo que esas pequeñas influencias te hacen más fuerte. Yo creo que ella es caliente, creo que ella tiene una cosa buena ahora, en la medida de lo que a Nicki Minaj se refiere." Diddy habló de su respeto y amor hacia Kim, atribuyendo su éxito personal, en parte, a ella, pero sin embargo, defendió el trabajo con Minaj declarando "Yo no estaría aquí si Nicki no hubiera oído nada negativo sobre ella por parte de Kim. Nunca he escuchado nada como esto." Mary J. Blige comentó sobre la pelea, diciendo: "Kim es mi amiga y yo quiero y respeto a Nicki, conocí a esa joven chica y ella es un amor.", añadiendo que la pelea surgió por la gente de su entorno.

### Relación con Mariah Carey
Durante las audiciones de la duodécima temporada de American Idol en octubre de 2012 en Carolina del Norte, Mariah Carey y Nicki Minaj discutieron muy fuerte delante de las cámaras. Un video publicado por TMZ muestra el fuerte cruce entre las jurado de uno de los programas con mayor audición de Estados Unidos. “Dime otra cosa más irrespetuosa, si dices algo más irrespetuoso hacia mí, te saco la cabeza”, gritó Minaj. Por su parte, Carey respondió: “No estoy siendo irrespetuosa”. “No me digas que soy insegura. No me digas que soy inadecuada. No me siento inadecuada”, respondió Minaj. Y Carey gritó: “Cada vez que me ataques, yo voy a responder, y si tienes un maldito problema, soluciónalo. “Ya les dije que no me voy a poner a tu nivel” agregó Carey.
La relación entre ambas artistas se ha tornado tensa desde el rodaje de American Idol, a pesar de que hayan trabajado juntas en el pasado en la canción "Up Out My Face" de Mariah Carey donde participa Minaj. Su relación ha atraído la atención de la prensa rosa.

### Incidente de Summer Jam
Minaj tenía programado encabezar el Hot 97 Summer Jam en Nueva Jersey el 3 de junio de 2012 en el MetLife Stadium, pero se retiró de su actuación el día después de que uno de los DJs de la estación (Peter Rosenberg) criticara su canción "Starships" diciendo que no era "hip-hop real". Su mentor Lil Wayne escuchó el comentario y retiró a sus compañeros de Young Money del show. Minaj fue programada para sacar a las leyendas del hip-hop Nas, Lauryn Hill, Cam'ron y Foxy Brown, entre otros. Ella llamó a Hot 97 para hablar sobre el incidente con Funkmaster Flex, donde zanjó la disputa con la emisora de radio y con el DJ Peter Rosenberg.

### Relación con Cardi B
Todo empezó desde el sencillo "MotorSport", cuando Quavo rapero de Migos le dice a Nicki Minaj que está de moda una nueva chica llamada Cardi B con la cual quieren colaborar, de ahí los rumores de que las dos raperas tienen un tipo de roce no habían dejado de surgir, aun así ambas negaron aquello alegando que "No creen que dos mujeres en el mismo medio del rap puedan mantener algún tipo de amistad".
Uno de los detonantes en la rivalidad entre las dos raperas, dio lugar en una estación de radio en la que Cardi B dijo que Nicki Minaj había cambiado su verso en la canción "Motorsport" después de escuchar el de la rapera del Bronx, lo cual Nicki desmintió tiempo después, argumentando que Cardi (al sentirse ofendida) hizo que su disquera le pidiera a Minaj cambiar parte de su verso en el que decía que Cardi era un aprendiz de Minaj (lo cual era un halago según críticos musicales) en la línea "Cardi the QB, I'm Nick Lombardi" que se dio a conocer meses después de que la canción salió, donde Nicki ya había decidido cambiar el nombre de Cardi B por Quavo: "Quavo the QB, I'm Nick Lombardi". 
En 2018 ambas protagonizaron una pelea en la semana de la moda de New York en el evento de Harper's Bazaar donde Cardi B agredió verbal y físicamente a Minaj. Una reportera que cubría el evento, informó días después en el show de Wendy Williams que Cardi ya estaba preparada para atacar a Nicki ya que se había quitado los aretes y su equipo estaba tenso.
En octubre, después de que Nicki hablara de nuevo sobre el tema en su programa de radio, Cardi B, subió una ola de vídeos donde se defendía de las declaraciones de Minaj en Queen Radio, a lo cual, Nicki replicó con una series de tuits. Las dos raperas argumentaron las soluciones que resolvería su problema; Cardi B le dijo a Minaj que lo solucionaran a golpes, por su parte Minaj dijo que lo podían solucionar las dos en un estudio que se transmitiera en vivo y en la que las dos rapearan al estilo libre sobre un beat que las dos desconociesen, Cardi B no respondió a este reto. Horas después, acordaron un punto medio entre su pelea escribiendo "@Nickiminaj Así es! Vamos a mantenerlo positivo y sigamos avanzando" en una foto donde se veía un tuit de Minaj diciendo "Ok chicos, vamos a enfocarnos en las cosas positivas de ahora en adelante. Todos somos tan bendecidos. Yo sé que esto es entretenido y divertido para muchas personas pero no voy a discutir esto más. Gracias por el apoyo y el coraje año tras año. Los amo".

### Relación con Travis Scott
En agosto de 2018, Minaj publicó su álbum Queen, con el que a lo largo de la siguiente semana se disputaría el primer puesto de Billboard 200 con Travis Scott. El álbum del rapero, Astroworld, acababa de lograr el puesto más alto en esa misma lista gracias a las ventas de la semana anterior. Unos días más tarde, Kylie Jenner, la entonces novia del rapero, que contaba en ese entonces con unos 113 millones de seguidores en Instagram, publicó una foto de Astroworld y avisaba que su bebé Stormi y ella acompañarían a Scott en su gira del próximo otoño. Billboard actualizó su lista de álbumes más vendidos de la semana previa. Astroworld la encabezó tras haber vendido el equivalente a 205 unidades equivalentes a álbumes, mientras que Queen quedó en 185.000 unidades vendidas. Más tarde, Minaj acusó en Twitter a Scott y Jenner de haber conseguido el primer puesto de forma injusta, con la publicación promocional de Jenner que habría impulsado las ventas de Astroworld.
Nicki dijo en su programa Queen Radio: «Cuando se dio cuenta de que Queen estaba a punto de ser el álbum número uno en Estados Unidos, su discográfica y él decidieron usar a Kylie y Stormi para promocionar un pase de gira. Él le hizo a ella publicar, 'Ey, Stormi y yo no podemos esperar a vernos a todos'. ¿Qué haces vendiendo algo que no tiene nada que ver con tu álbum pero que Billboard está contando como álbumes vendidos?. Lo que no vamos a hacer es permitir que este chico de autotune venga aquí a vender jodidas sudaderas y a decirnos que ha vendido medio millón de álbumes, porque no lo ha hecho. Si yo voy a tu trabajo y te digo que no hables de las cosas que son injustas, sería una locura. La gente cree que por ser rico y famoso uno no debería tener la posibilidad de quejarse de las cosas injustas que ocurren en tu propia industria. Hay muchos raperos detrás de los escenarios que quieren hablar sobre ello y que están asustados». Sus palabras generaron tanto revuelo en Twitter, alcanzando Minaj el trending topic mundial con #QueenRadio.

### Controversia con Spotify
En 2018, Minaj usando Twitter atacó a Spotify por haber promocionado "Queen" menos de lo debido. La rapera alegó que desde Spotify la habían penalizado porque ella reprodujo un par de canciones de su álbum en su programa "Queen Radio" de Beats 1 Radio, en Apple Music, poco antes de la medianoche del 10 de agosto, momento en el que Spotify hacía "Queen" disponible en todo el mundo. Minaj dice que ella sólo puso las canciones cuando vio el álbum en iTunes, desconocedora de que Spotify todavía no lo había publicado en su plataforma. La rapera le echó en cara también a la compañía sueca haber promocionado de forma desproporcionada a Drake cuando el canadiense estrenó su álbum "Scorpion", sugiriendo que a ella la penalizaban por ser mujer.
Spotify emitió un comunicado a la revista Rolling Stone en el que defienden haber anunciado a Minaj con un cartel publicitario en Times Square y numerosos otros medios promocionales de la plataforma como listas de reproducción o secciones destacadas: "Su canción 'Bed', de hecho, vio un aumento gracias a las promociones de nuestra campaña. La compañía sigue siendo muy fan de Nicki".

### Tuits sobre la vacuna contra el COVID-19
Minaj llamó la atención de los medios el 13 de septiembre de 2021 al adoptar públicamente una postura contraria a las vacunas, al escribir varios tuits sobre su estado no vacunada y al afirmar que el amigo de su primo sufrió hinchazón de los testículos y tuvo que cancelar su boda como resultado de recibir una vacuna contra el COVID-19. Esto resultó en una burla generalizada en la plataforma de redes sociales. Cuando se le preguntó sobre el tema en una conferencia de prensa, el director médico del Reino Unido, Chris Whitty, dijo que debería estar «avergonzada» por «difundir falsedades en las redes sociales». En respuesta, Minaj publicó un mensaje de audio «bizarro» dirigido a Boris Johnson que afirmaba, entre otras cosas, que ella «[fue] a la escuela con Margaret Thatcher».
Poco después, Minaj recomendó que otras personas se vacunaran y realizó una encuesta en Twitter sobre las marcas de vacunas contra el COVID-19. Ella tuiteó que estaba segura de que ella misma se vacunaría debido a la gira. La Casa Blanca le ofreció a Minaj una llamada telefónica con un médico para responder preguntas sobre la seguridad de la vacuna. En una respuesta de Instagram Live dos días después, afirmó que «simplemente estaba haciendo preguntas» y que no «dio ningún dato» sobre la vacuna. Los reporteros presuntamente acosaron a la familia de Minaj por una historia, y Minaj compartió algunos mensajes de texto que, según ella, eran acoso en las redes sociales.

## Discografía
Álbumes de estudio
- 2010: Pink Friday
- 2012: Pink Friday: Roman Reloaded
- 2014: The Pinkprint
- 2018: Queen
- 2023: Pink Friday 2[323]

## Filmografía

### Televisión
| Año  | Título                                   | Papel               | Notas                                                                                     | Producción      |
| ---- | ---------------------------------------- | ------------------- | ----------------------------------------------------------------------------------------- | --------------- |
| 2010 | Nicki Minaj: My Time Now                 | Ella misma          | Especial televisivo                                                                       | MTV             |
| 2011 | New Year's Eve with Carson Daly          | Ella misma          | Actuación en vivo de «Moment 4 Life» y «Save Me»                                          | NBC             |
| 2011 | Saturday Night Live                      | Ella misma          | Invitada/conductora especial (junto a Jesse Eisenberg) (temporada 36, episodio 693)       | NBC             |
| 2011 | America's Next Top Model                 | Ella misma          | Invitada especial (temporada 17, episodio 1)                                              | CBS             |
| 2011 | America's Best Dance Crew                | Ella misma          | Invitada/jueza especial (junto a Lil Mama, JC Chasez y Omarion) (temporada 6, episodio 7) | MTV             |
| 2011 | E! Special: Nicki Minaj                  | Ella misma          | Especial televisivo                                                                       | E!              |
| 2012 | Dick Clark's New Year's Rockin' Eve      | Ella misma          | Actuación en vivo de «Turn Me On», «Super Bass» y «Roman in Moscow»                       | Dick Clark      |
| 2012 | The Cleveland Show                       | Ella misma          | Aparición especial (temporada 4, episodio 2 — Menace II Secret Society)                   | FOX             |
| 2012 | Nicki Minaj: My Truth                    | Ella misma          | Miniserie tipo reality de Minaj                                                           | E!              |
| 2012 | American Idol                            | Jueza               | Jurado con Mariah Carey, Keith Urban y Randy Jackson (12.ª temporada)                     | FOX             |
| 2014 | Steven Universe                          | Sugalite            | Fusión entre los personajes Garnet y Amatista                                             | Cartoon Network |
| 2015 | Nicki Minaj: My Time Again               | Especial televisivo | Especial televisivo en promoción a The Pinkprint                                          | MTV             |
| 2016 | The Pinkprint: Nicki Minaj Concert Movie | Especial televisivo | Especial televisivo del The Pinkprint Tour                                                | BET             |

### Cine
| Año  | Título                                          | Papel      | Notas                            |
| ---- | ----------------------------------------------- | ---------- | -------------------------------- |
| 2008 | The Come Up DVD Volume 17 (Wayne World Edition) | Ella misma | Dirty Money Entertainment, cameo |
| 2012 | Ice Age: Continental Drift                      | Steffie    | Voz                              |
| 2014 | The Other Woman                                 | Lydia      | Personaje secundario             |
| 2016 | Barbershop 3: The Next Cut                      | Draya      | Personaje secundario             |
| 2019 | The Angry Birds Movie 2                         | Pinky      | Personaje secundario             |

## Giras
- Pink Friday Promo Tour (2010)
- Pink Friday Tour (2011)
- Pink Friday: Reloaded Tour (2012)
- The Pinkprint Tour (2015—2016)
- The Nicki Wrld Tour (2019)
- Pink Friday 2 World Tour (2024)